# Agfeo
AGFEO se funda en 1947 como una pequeña empresa familiar. En sus primeros años, se dedica a la fabricación de componentes electrónicos de Telecomunicaciones, aunque pronto la producción de centralitas telefónicas se convierte en uno de sus negocios básicos. Con la liberalización del mercado de las Telecomunicaciones en Alemania, la compañía comienza a producir sistemas PBX para la pequeña y mediana empresa, diversificando sus actividades hacia el desarrollo, fabricación y distribución de sistemas telefónicos de pequeño y mediano tamaño, así como otros productos de comunicación. En datos del año 2006, la compañía está compuesta por alrededor de 200 empleados, destaca en Europa como fabricante de equipamientos OEM y ha sido elegida como Fabricante del Año 2006 en Alemania por revistas especializadas.

## Historia

### Los años de la fundación: 1947-1950
AGFEO se crea como una empresa familiar tras el fin de la Segunda Guerra Mundial, en 1947. Virtualmente sin capital de lanzamiento y con un reducido grupo de trabajadores de la región de Westfalia, Hermann Boelke establece en la ciudad de Bielefeld la que se denominaría en adelante AGFEO, acrónimo de Apparatebau Gesellschaft für Fernmeldetechnik/Feinmechanik, Elektronik und Optik, esto es, la Sociedad de Ingeniería de dispositivos para Telecomunicaciones/Mecánica de precisión, Electrónica y Óptica.
Fruto de las buenas relaciones entre el empresario alemán y las fuerzas de ocupación británicas surge el compromiso de la compañía para fabricar transmisores de código Morse para el ejército británico. Poco después, también lo hará para el ejército belga. Estas ventas iniciales permiten a la empresa la elaboración de los dispositivos ópticos, así como mejorar la solidez de sus productos iniciales.

### Elmilagro económico alemán
El crecimiento de AGFEO se potencia en la década de 1950 cuando comienza a recibir encargos de la Oficina Postal de Alemania, más conocida como Deutsche Bundespost, un enorme monopolio que controlaba el correo, las telecomunicaciones y el Banco Postal. Este gigante es el origen de la futura Deutsche Bundespost Telekom, actual Deutsche Telekom. Para AGFEO, esta relación no sólo se ha mantenido en el tiempo, sino que ha cimentado algunos de los valores diferenciales de la empresa.
Al igual que otras compañías, AGFEO tampoco permanece ajena al milagro económico alemán y, como consecuencia del incremento en las ventas, amplía sus instalaciones en Brackwede, un suburbio de Bielefeld. Aquí, la compañía encuentra un lugar óptimo en Gaswerkstrasse 8, una antigua sala de montaje naval de torpederos, que es donde podemos encontrar actualmente sus jefaturas.

### AGFEO y Deutsche Bundespost: millones de unidades
El primer pedido importante del Deutsche Bundespost fue para el Z 27, un contador que registra la carga de llamadas entrantes en una centralita de teléfono. Este producto se convierte en un hito histórico para la empresa, ya que de este modelo se harán más pedidos, permitiendo que AGFEO se convierta de manera gradual en uno de los principales proveedores de contadores de carga de llamadas para el Bundespost.
A principios de los años 60, el Bundespost publica una convocatoria para la fabricación de contadores de llamadas de un conjunto de teléfonos controlados desde una centralita. Será el modelo de AGFEO el contador que consiga hacerse con el contrato, vendiéndose millones de unidades bajo el nombre de GAZ 65.

### El desarrollo de la marca
De forma progresiva y paralela, sobre todo a raíz de la caída del muro de Berlín, en Alemania se introducen medidas para liberalizar el mercado de las Telecomunicaciones, al mismo tiempo que el monopolio del Deutsche Bundespost iba reduciéndose respecto de las décadas anteriores. Esta situación implica para el país germano la apertura de un competitivo mercado internacional para la presentación de nuevos servicios, aplicaciones y equipamientos de telefonía. En este contexto, a finales de la década de 1980, AGFEO desarrolla una central telefónica analógica, incluyendo teléfonos para el sistema. Este sistema telefónico se comercializa con éxito en el año 1990 por Deutsche Telekom, bajo el nombre de focus L, significando para AGFEO el lanzamiento de una completa y nueva línea de productos.
La década de 1990 supone la entrada en vigor de un estándar europeo para la Red Digital de Servicios Integrados (RDSI o ISDN, en inglés): el Euro ISDN. Este acuerdo de los Estados europeos abre nuevas posibilidades a las empresas del sector para el desarrollo de centralitas y sistemas de telefonía más potentes y con mayores capacidades de servicio al cliente. En esta línea, AGFEO se consolida como un fabricante de equipamientos RDSI, enfocando su producción hacia soluciones tecnológicas de alta calidad para tipos adquisitivos pequeños y medianos.

### Productos adaptados a las necesidades
Según datos del año 2006, una vez que en países como Alemania ya ha estallado el boom de la telefonía IP, AGFEO es reconocido como uno de los fabricantes europeos más sólidos de sistemas PBX analógicos, RDSI, así como basados en tecnología IP, compatibilizando los sistemas clásicos con la telefonía de VoIP. Cualitativamente, sus productos son valorados en el mercado por su sencillo manejo, por las altas prestaciones que incorporan de serie y por su capacidad de integración con diferentes estándares de telecomunicaciones. Además, como consecuencia de la diversificación que este mercado atraviesa desde la década de 1990, la compañía de Bielefeld también fabrica aplicaciones DECT, software de telecomunicaciones, así como componentes para la comunicación remota con dispositivos a través del estándar EIB.